# Ruben Gabrielsen
Ruben Gabrielsen, né le 10 mars 1992 à Lena en Norvège, est un footballeur international norvégien, qui joue au poste de défenseur central au Lillestrøm SK.

## Biographie

### Lillestrøm SK
En décembre 2008 Gabrielsen rejoint le Lillestrøm SK mais intègre dans un premier temps l'équipe réserve du club. Avec son nouveau club il découvre l'Eliteserien, l'élite du football norvégien, le 5 avril 2009 lors d'un match face à l'Aalesunds FK où son équipe est battue sur le score de trois buts à un. Il s'impose comme un titulaire au cours de la saison 2011. Gabrielsen inscrit son premier but le 3 juillet 2011, lors de la victoire de son équipe en championnat contre le Viking Stavanger (2-1).

### Molde FK
Le 17 juillet 2014, Ruben Gabrielsen s'engage pour deux ans et demi avec le club du Molde FK. Le 31 juillet suivant il joue son premier match sous ses nouvelles couleurs à l'occasion d'un match qualificatif pour la Ligue Europa contre le Zorya Louhansk. Ce jour-là il est titulaire au poste d'arrière droit et les deux équipes font match nul (1-1). Il devient champion de Norvège lors de cette saison 2014, pour sa première avec Molde.
Lors de la saison 2019 il est a nouveau sacré champion de Norvège. En décembre 2019 Gabrielsen est annoncé proche d'un transfert au Toulouse FC.

### Toulouse FC
Le 23 décembre 2019, Ruben Gabrielsen s'engage officiellement avec le Toulouse FC pour trois saisons, il portera le numéro 4. Il joue son premier match dès le 4 janvier 2020, en étant titularisé en coupe de France face au modeste club du Saint-Pryvé Saint-Hilaire FC contre qui son équipe s'incline (1-0). Il fait sa première apparition en Ligue 1 le 11 janvier suivant contre le Stade brestois 29. Son équipe est battue lourdement à domicile ce jour-là (2-5). En difficulté durant toute la saison, le Toulouse FC termine dernier en 2019-2020 et l'arrivée de Gabrielsen, bien que s'imposant comme titulaire ne parvient pas à stopper la spirale négative du club, relégué en deuxième division.
Lors de l'été 2020, Ruben Gabrielsen est nommé capitaine par le nouvel entraîneur du TFC, Patrice Garande.
Le 31 août 2021, Gabrielsen est prêté au FC Copenhague jusqu'au 31 décembre. La motivation principale de ce prêt est d'alléger la masse salariale du TFC qui demeure un club de Ligue 2.
En décembre 2021, il est de retour au Toulouse FC après son prêt au FC Copenhague.
Le 23 janvier 2022, d'un commun accord, il quitte le Toulouse FC.

### Austin FC
Le 24 janvier 2022, Ruben Gabrielsen s'engage en Major League Soccer à l'Austin FC jusqu'en 2024. Il joue son premier match sous ses nouvelles couleurs le 27 février 2022, lors de la première journée de la saison 2022 de MLS face au FC Cincinnati. Il entre en jeu à la place de Kipp Keller (en) et son équipe s'impose par cinq buts à zéro.

### Retour au Lillestrøm SK
Après seulement une saison en Major League Soccer, Gabrielsen fait son retour en Norvège en retrouvant son premier club professionnel, le Lillestrøm SK, avec qui il signe un contrat de cinq ans le 5 janvier 2023. Il affirme que son transfert est notamment lié aux besoins de son enfant malade qui nécessite des soins spécifiques.

### En équipe nationale
Ruben Gabrielsen est sélectionné avec l'équipe de Norvège des moins de 19 ans de 2010 à 2011. Au total il joue sept matchs avec cette sélection.
Avec les moins de 20 ans, il inscrit un but en amical contre les Pays-Bas, le 15 octobre 2012 (victoire 2-4).
Il reçoit sa première et unique sélection avec l'équipe de Norvège espoirs le 1er juin 2014, contre l'Azerbaïdjan. Une rencontre remportée par les Norvégiens sur le score de un but à zéro.
En octobre 2014, il figure pour la première fois sur le banc des remplaçants de l'équipe nationale A, mais sans entrer en jeu, lors de rencontres face à Malte (victoire 0-3) et la Bulgarie (victoire 2-1).
Le 18 novembre 2020, Ruben Gabrielsen honore sa première sélection avec l'équipe nationale de Norvège en étant titularisé face à l'Autriche (1-1).

## Palmarès

### En club
Molde FK
- Champion de Norvège en 2014 et 2019